# Fenais da Luz
Fenais da Luz é uma freguesia portuguesa do município de Ponta Delgada,  com 7,67 km² de área e 2227 habitantes (censo de 2021). A sua densidade populacional é 290,4 hab./km².
Localiza-se a uma latitude 37.81667 (37°49') Norte e a uma longitude 25.633 (25°39') Oeste, estando a uma altitude elevada, porém, em grande parte apresenta um relevo relativamente plano, sobretudo na parte mais a norte, o que permitiu a freguesia desenvolver durante os seus primeiros anos a agricultura, tornando-se esta a principal atividade económica da freguesia ao longo de toda a sua história e atualidade. Tem uma estrada que liga a Mosteiros e Ribeira Grande. Apesar da sua principal atividade económica ser a agricultura, uma grande fatia da população trabalha em outros lugares do concelho de Ponta Delgada. É banhada pelo Oceano Atlântico a Norte.
Pertence a esta freguesia o lugar de Aflitos, importante núcleo residencial e local de implantação do Campo de Golfe da Batalha. 

No local do Pico do Cascalho, no lugar de Aflitos, travou-se uma batalha, no ano de 1582, na altura da crise de sucessão causada pela morte de Dom Sebastião, entre as tropas de Prior do Crato e as tropas afetas a Filipe II de Espanha, tendo morrido 75 soldados e um oficial. No final do conflito, Prior do Crato saiu vitorioso e as suas forças saíram para saquear toda a freguesia. Esta batalha deu o nome tanto ao lugar da Batalha, como aos Aflitos, pois conta a lenda que o povo "aflito" procurou refúgio neste local. 

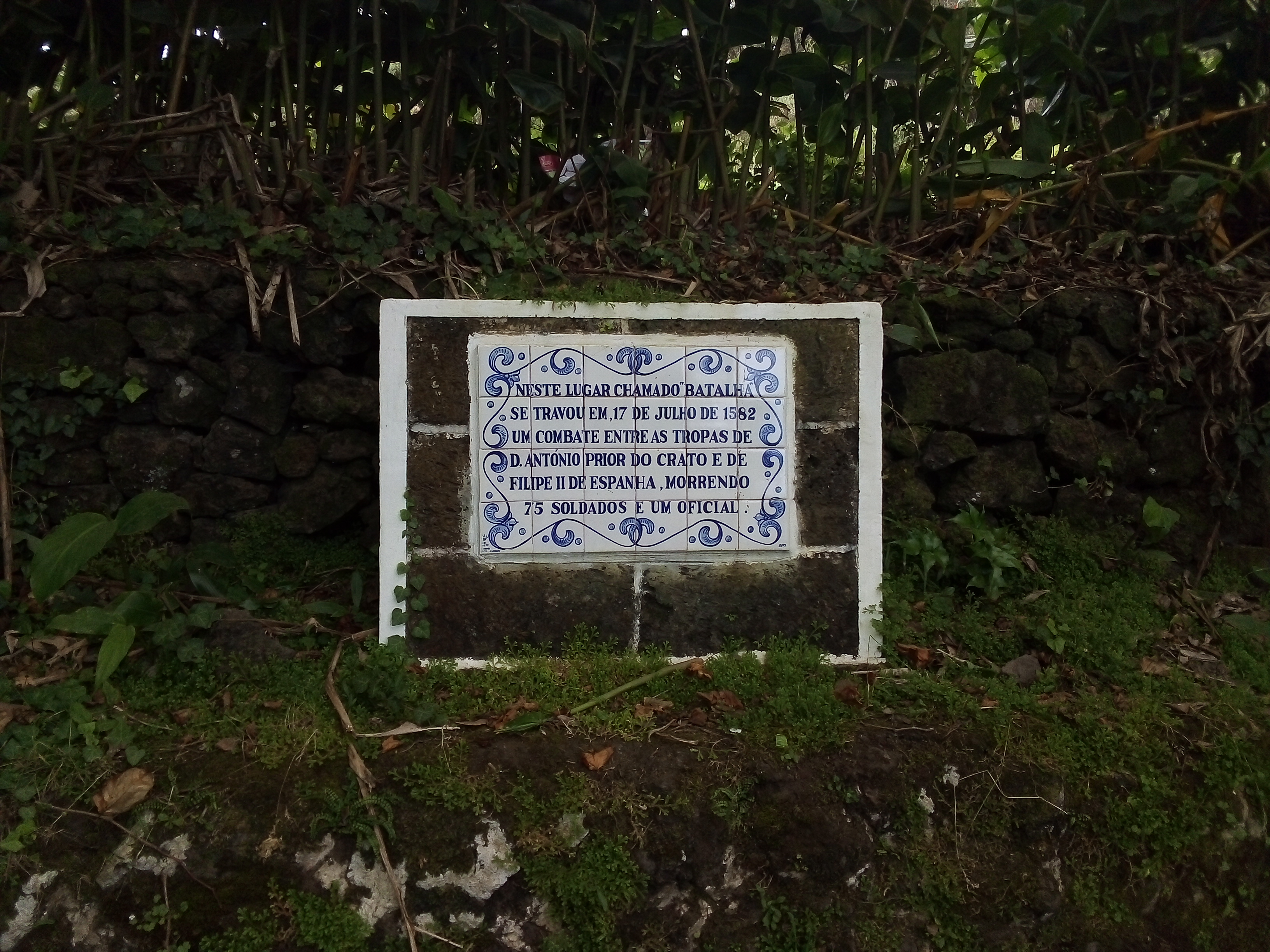
Placa descritiva da Batalha

Foi também nesta freguesia que nasceu, em 22 de agosto de 1626, o padre Bartholomeu do Quental, nomeado em 1654, confessor da Capela da Casa Real e seu Pregador, ao tempo do reinado do rei D. João IV de Portugal, foi fundador da Congregação do Oratório de Lisboa, autor de uma vasta obra teológica, faleceu a 20 de dezembro de 1698 com 72 anos de idade, originando uma grande consternação em toda a corte.
Nesta localidade há vários templos cristãos a ter em referência. A Ermida de São Pedro, pela sua história, tendo sido construída no século XVI, a antiga Ermida das Candeias, que remonta ao século XVII mas que foi destruída na década de 50 dos anos 1900s, a Ermida de São Jerónimo , um dos mais antigos templos na ilha de São Miguel, a Ermida do Bom Jesus dos Aflitos e a igreja paroquial de Nossa Senhora da luz.

## Demografia
A população registada nos censos foi:
| Distribuição da População por Grupos Etários | Distribuição da População por Grupos Etários | Distribuição da População por Grupos Etários | Distribuição da População por Grupos Etários | Distribuição da População por Grupos Etários |
| -------------------------------------------- | -------------------------------------------- | -------------------------------------------- | -------------------------------------------- | -------------------------------------------- |
| Ano                                          | 0-14 Anos                                    | 15-24 Anos                                   | 25-64 Anos                                   | > 65 Anos                                    |
| 2001                                         | 519                                          | 320                                          | 892                                          | 164                                          |
| 2011                                         | 452                                          | 299                                          | 1110                                         | 148                                          |
| 2021                                         | 423                                          | 302                                          | 1305                                         | 197                                          |

## Cultura
- Núcleo Museológico de Fenais da Luz - está instalado na “Casa do Dízimo”, edifício de traça quinhentista que assinala uma das épocas mais marcantes da economia do concelho de Ponta Delgada. O acervo constituído com as doações da população da freguesia é composto por diversos objetos, essencialmente relativos ao interior doméstico, à agricultura e à pesca. [5]

## Freguesias próximas
- Calhetas de Rabo de Peixe (Ribeira Grande), leste
- Livramento, sudeste
- Fajã de Baixo e Fajã de Cima, sul
- São Vicente Ferreira, sudoeste
- Capelas, nordeste